# Uranofano
Uranofano, conocido también como uranotilo, α-Uranotilo o lambertita, es el nombre de un mineral perteneciente al grupo de los nesosilicatos, que contiene uranio y calcio. Posee un dimorfo conocido, el Beta-Uranofano. Es uno de los minerales de uranio más comunes.
Se debe manipular con mucho cuidado, ya que pueden quedar algunos trozos de este mineral en la piel; si quedan trozos en la piel pueden crear cáncer de piel y hueso.

## Formación y yacimientos
Ocurre como mineral secundario en la zona de oxidación de yacimientos de uranio, comúnmente como producto de alteración de la gummita; la alteración se produce con el calentamiento de la gummita y el enfriamiento lento del mineral.
Es fácil de confundir con la autunita y la torbernita. 
El uranofano se encuentra comúnmente en granitos, junto con torbernita, uraninita y autunita.
Sus cristales son bastante resistentes o duros, y parecidos a los cristales de la autunita.

## Historia
Se encontró por primera vez en 1853 en Kupferberg (Tarnau) (Tarnów) en la Alta Silesia (Polonia) y fue descrito por Martin Websky por su contenido de uranio y la palabra griega φαίνω [pronunciado "Phanos"] parecer o aparecer. El Beta-Uranofano se reconoció por primera vez en 1935 como tal. El lugar donde el mineral tiene su localidad tipo, es Jáchymov (St Joachimsthal en el Distrito de Karlovy Vary en los montes Metálicos en la República Checa.
Alfa-uranofano y beta-uranofano eran, antes de la fundación de la Asociación Internacional de Mineralogía (IMA), reconocidos como especies minerales distintas. Por lo tanto, este reconocimiento ha sido aceptado por el IMA como derechos adquiridos.